# Touch off
「Touch off」（タッチ・オフ）は、UVERworldの34枚目のシングル。2019年2月27日にgr8!recordsから発売された。

## 背景とリリース
前作『GOOD and EVIL/EDENへ』からおよそ3カ月ぶりとなる2019年第一弾シングル。表題曲「Touch off」はフジテレビ系列テレビアニメ「約束のネバーランド」のオープニング主題歌に使用された。
初回生産限定盤・通常盤・期間生産限定盤の3形態でリリース。初回生産限定盤には2018年12月21日に日本武道館で行われた女祭り、同日に横浜アリーナで行われた男祭りのTAKUYA∞生誕祭ライブのライブ音源が収録されている。

## 収録内容

### 初回生産限定盤・通常盤
| 全作詞: TAKUYA∞、全作曲: UVERworld、全編曲: UVERworld & 平出悟。 |                              |         |            |      |
| #                                                                | タイトル                     | 作詞    | 作曲・編曲 | 時間 |
| 1.                                                               | 「Touch off」                | TAKUYA∞ | UVERworld  | 4:20 |
| 2.                                                               | 「ConneQt」                  | TAKUYA∞ | UVERworld  | 4:56 |
| 3.                                                               | 「Touch off (instrumental)」 | TAKUYA∞ | UVERworld  | 4:18 |
| 合計時間:                                                        | 合計時間:                    | 13:35   |            |      |

| 初回生産限定盤のみ |                                                                             |       |            |      |
| #                  | タイトル                                                                    | 作詞  | 作曲・編曲 | 時間 |
| 1.                 | 「SHAMROCK (ARENA TOUR 2018.12.21 at Nippon Budokan -QUEEN'S PARTY-)」      |       |            | 4:07 |
| 2.                 | 「EDENへ (ARENA TOUR 2018.12.21 at Nippon Budokan -QUEEN'S PARTY-)」        |       |            | 4:10 |
| 3.                 | 「Q.E.D. (ARENA TOUR 2018.12.21 at Yokohama Arena -KING'S PARADE-)」        |       |            | 3:58 |
| 4.                 | 「GOOD and EVIL (ARENA TOUR 2018.12.21 at Yokohama Arena -KING'S PARADE-)」 |       |            | 3:39 |
| 合計時間:          | 合計時間:                                                                   | 15:54 |            |      |

### 期間生産限定盤
| 全作詞: TAKUYA∞、全作曲: UVERworld、全編曲: UVERworld & 平出悟。 |                              |         |            |      |
| #                                                                | タイトル                     | 作詞    | 作曲・編曲 | 時間 |
| 1.                                                               | 「Touch off」                | TAKUYA∞ | UVERworld  | 4:20 |
| 2.                                                               | 「ConneQt」                  | TAKUYA∞ | UVERworld  | 4:56 |
| 3.                                                               | 「Touch off (short ver.)」   | TAKUYA∞ | UVERworld  | 1:33 |
| 4.                                                               | 「Touch off (instrumental)」 | TAKUYA∞ | UVERworld  | 4:18 |
| 合計時間:                                                        | 合計時間:                    | 13:35   |            |      |

## 楽曲解説
Touch off
テレビアニメ「約束のネバーランド」オープニング主題歌。大喜多正毅監督によるミュージック・ビデオが制作された。
2018年に入り始めて制作に取り掛かった楽曲である。一度制作を止めていたが、タイアップのオファーをきっかけに制作を再開した。詞の内容・意味合いにおいて重厚感を高めるため楽曲終盤に語りパートを設けているが、採用するか否かで逡巡したという。MV撮影の数日前に採用を決め、2テイクほどレコーディングしている。
仮タイトルは「SUPER HIGH」「SUPER-Hi」。
ConneQt
仮タイトルは「CONNECT」。MVの撮影地はアメリカのロサンゼルスであり、海外での撮影は初となった。サビは電子ピアノとメロディーのみで完成させたもの。TAKUYA∞は、作詞する際にかつてないほど克哉に電話で相談したという。
Touch off (instrumental)
26thシングル『7日目の決意』以来の表題曲のInstrumental。

### 初回生産限定盤
SHAMROCK (ARENA TOUR 2018.12.21 at Nippon Budokan -QUEEN’S PARTY-)
EDENへ (ARENA TOUR 2018.12.21 at Nippon Budokan -QUEEN’S PARTY-)
2018年12月21日の日本武道館公演での音源。
Q.E.D (ARENA TOUR 2018.12.21 at Yokohama Arena -KING'S PARADE-)
GOOD and EVIL (ARENA TOUR 2018.12.21 at Yokohama Arena -KING'S PARADE-)
2018年12月21日の横浜アリーナ公演での音源。